# Kichatna Spire
Kichatna Spire ist der höchste Berg in den Kichatna Mountains im Westen der Alaskakette in Alaska (USA).
Der 2739 m hohe Berg gehört zu einer Gruppe von Gipfeln, die als Cathedral Spires bezeichnet werden. An der Nordwestflanke befindet sich das obere Ende des Cul-de-Sac-Gletschers, an der Nordostflanke der Shadows-Gletscher. Ein Berggrat führt zum 1,29 km nördlich gelegenen Gipfel The Citadel. 

## Besteigungsgeschichte
Die Erstbesteigung gelang am 23. September 1966 Arthur Davidson und Richard G. C. Millikan. Der Berg bietet für Kletterer mehrere anspruchsvolle Aufstiegsrouten. Am 13. und 14. Juli 2005 erklommen Joseph Puryear und Chad Kellogg den Gipfel über die Route The Black Crystal Arete (VI 5.10 A2, 900m).